# Luciano Alonso
Luciano Alonso Alonso (Palomero, 22 de junio de 1953) es un político español.

## Trayectoria
Es diplomado en Ciencias Sociales por la Universidad de Extremadura. Docente de formación, ha ejercido como profesor de EGB en diversos centros públicos de la provincia de Málaga. 
Miembro del PSOE, fue senador por la provincia de Málaga entre 1986 y 1993 siendo Presidente de la Comisión de Sanidad, Seguridad Social y Asuntos Sociales (20/12/1989 al 13/04/1993) y Vocal  de la Comisión de Incompatibilidades (12/12/1989 al 13/04/1993) 
Estuvo al frente de las delegaciones de Gobernación y del Gobierno de la Junta en Málaga, además de ser presidente del Paraje Natural del Torcal de Antequera desde 1989 hasta 1993. 
Elegido diputado en el Parlamento de Andalucía en 2004, ocupó, en 2007, el cargo de Consejero de Turismo, Comercio y Deporte de la Junta de Andalucía, cuando tomó el relevo de Sergio Moreno Monrové. Mantuvo la misma consejería, asumiendo las competencias de Cultura en 2008, Asumiendo en 2013 la Consejería de Educación, que se funde con las de Cultura y Deporte.